# Cinci Familii
Cinci Familii este o organizație a celor cinci familii newyorkeze care formează mafia americană înființată în 1931 de Salvatore Maranzano ca urmare a victoriei sale în războiul Castellammarese.
Maranzano a reorganizat găștile⁠(d) italoamericane din New York sub formă de familii - Maranzano, Profaci, Mangano, Luciano și Gagliano - care sunt astăzi cunoscute sub numele de Bonanno, Colombo, Gambino, Genovese și Lucchese. Fiecare familie avea un teritoriu separat, o ierarhie bine definită și răspundea în fața aceluiași superior. Planul inițial era ca toți șefii familiilor să comunice cu Marazano care urma să ocupe funcția de capo di tutti i capi (în română șeful tuturor șefilor). Totuși, această dorință și desființarea Comisiei - un corp de guvernare al mafiei fondat de Lucky Luciano cu scopul a supraveghea toate activitățile mafiei din Statele Unite și pentru a media conflictele dintre familii - au condus la asasinarea sa. Organizația era alcătuită din șefii celor cinci familii, precum și lideri ai Chicago Outfit și ai familiei Buffalo. În 1963, Joseph Valachi⁠(d) a dezvăluit existența familiilor din New York după ce a depus mărturie împotriva acestora. Alte câteva familii implicate în activități de crimă organizată au reușit între timp să devină la fel de puternice ca cele din organizația mafiei americane, fiind caracterizate în mod neoficial Șase Familii⁠(d).

## Istoric
În anii 1920, operațiunile mafiei din SUA erau controlate de Giuseppe „Joe The Boss” Masseria a cărui facțiune era formată în principal din gangsteri din Sicilia, Calabria și Campania. În facțiunea lui Masseria erau nume precum Charles „Lucky” Luciano, Albert „Mad Hatter” Anastasia, Vito Genovese, Alfred Mineo⁠(d), Willie Moretti⁠(d), Joe Adonis și Frank Costello. În aceeași perioadă, un puternic membru al mafiei siciliene Don Vito Cascio Ferro⁠(d) a decis să încerce să preia controlul operațiunilor mafiei. Aflat în locuința sa din Castellammare del Golfo, acesta l-a trimis pe l-a trimis pe Salvatore Maranzano să preia puterea. În facțiunea Castellammarese din SUA erau Joseph „Joe Bananas” Bonanno, Stefano „Groparul” Magaddino, Joseph Profaci și Joe Aiello⁠(d). În momentul în care a devenit evident că cele două facțiuni vor intra în conflict pentru preluarea conducerii, ambele au început să recruteze cât mai mulți membri.
La suprafață, războiul Castellammarese a fost purtat între trupele luiMasseria și cele conduse de Maranzano. În interiorul mafiei însă exista și un conflict între generații: vechea conducere siciliană - cunoscută sub denumirea de Mustache Pete datorită mustăților lungi și stilului tradițional - și „Young Turks”, o generație mai tânără și mai diversă care nu se împotrivea desfășurării de afaceri cu cei care nu erau italieni. Această abordare a creat îndoieli în ochii susținătorilor lui Masseria care se întrebau dacă mafia putea prospera sub conducerea sa. Condus de Luciano, grupul avea ca scop principal oprirea conflictul cât se poate de repede pentru a-și putea relua afacerile, războiul fiind considerat de aceștia drept inutil. Obiectul lui Luciano era să modernizeze mafia și să elimine normele tradiționale inutile; acest fapt i-a atras pe cei care vedeau probleme în conducerea lui Masseria. Cele două facțiuni erau atât de instabile încât numeroși membri au ajuns să-și ucidă propriii aliați în timpul conflictului. Tensiunile dintre cele două facțiuni erau prezente încă din 1928 când o una deturna⁠(d) camioanele care transportau alcool ale celeilalte în perioada Prohibiției⁠(d).
La începutul anului 1931, Luciano a decis să-l elimine pe Masseria. Războiul se desfășoară prost pentru facțiunea lui Masseria, moment în care Luciano a decis să-l trădeze. În baza unei înțelegeri secrete cu Maranzano, Luciano a fost de acord să pregătească eliminarea lui Masseria doar dacă putea prelua activitățile acestuia și devenea al doilea în comandă după Maranzano. După ce primit vestea trădării lui Luciano, Masseria l-a trimis pe Joe Adonis, membru recent al facțiunii sale, să-l ucidă pe acesta. Totuși, în loc să-l elimine, Adonis l-a avertizat pe Luciano de existența acestui complot. Pe 15 aprilie 1931, Masseria a fost ucis la Nuova Villa Tammaro, un restaurant din Coney Island⁠(d), Brooklyn. Se speculează că în timp ce jucau cărți, Luciano s-a scuzat și a mers la toaletă, iar acesta a fost eliminat de Anastasia, Genovese, Adonis și Benjamin "Bugsy" Siegel. Ciro Terranova⁠(d) trebuia să conducă mașina, dar conform legendei era atât de tulburat încât nu a putut să conducă și a fost înlocuit de Siegel. Binecuvântat de Maranzano, Luciano a preluat gașca lui Masseria și a devenit locotenentul lui Maranzano, punând capăt războiului Castellammarese.

### Înființarea organizației Cinci Familii
Odată cu eliminarea lui Masseria, Maranzano a reorganizat găștile mafiei americane din New York în cele Cinci Familii conduse de Luciano, Profaci, Gagliano, Mangano și el însuși. Maranzano a convocat o întâlnire a șefilor în Wappingers Falls, New York⁠(d) unde s-a declarat capo di tutti i capi. De asemenea, Maranzano a restricționat activitățile familiilor rivale și le-a extins pe ale sale. Luciano părea să accepte aceste schimbări, însă aștepta momentul oportun în care să-l îndepărteze pe Maranzano. Deși Maranzano era puțin mai modern decât Masseria, Luciano a ajuns la concluzia ca era mai lacom și mai conservator decât fusese Masseria.
În septembrie 1931, Maranzano a conștientizat că Luciano reprezenta o amenințate și l-a plătit pe gangsterul irlandez Vincent „Mad Dog” Coll⁠(d) să-l ucidă. Cu toate acestea, Lucchese l-a avertizat pe Luciano că urma să fie eliminat. Pe 10 septembrie, Maranzano i-a ordonat lui Luciano, Genovese și Costello să vină la biroul său de pe 230 Park Avenue⁠(d) din Manhattan. Convins că Maranzano plănuiește să-i asasineze, Luciano a decis să acționeze primul. A trimis la biroul acestuia patru gangsteri evrei pe care asociații lui Marazano nu-i cunoșteau. Aceștia au fost ajutați de Meyer Lansky și Bugsy Siegel. Deghizați în agenți guvernamentali, doi dintre gangsteri au dezarmat gărzile de corp ale lui Maranzano, iar ceilalți doi, ajutați de Lucchese, prezent cu scopul de a-l indica pe Maranzano, l-au înjunghiat pe șef de mai multe ori și apoi l-au împușcat. Acestă crimă a fost prima dintr-o serie de asasinate care avea să fie descrisă drept „Noaptea Vecerniilor Siciliene”.

### Înființarea Comisiei
După asasinarea lui Maranzano în 1931, Luciano a convocat o întâlnire în Chicago. Deși puțini s-ar fi împotrivit deciziei lui Luciano dacă s-ar fi declarat capo di tutti i capi, acesta a abolit titlul, considerând că funcția a creat probleme în rândul familiilor și ar deveni imediat țintă dacă și-ar asuma această poziție. Obiectivele lui Luciano în cadrul Comisiei erau să-și păstreze puterea asupra celorlalte familii și să prevină alte conflicte între găști; șefii familiilor au aprobat ideea unei Comisiei. Aceasta ar consta dintr-un „consiliu de administrație” care să supravegheze toate activitățile mafiei din Statele Unite și pentru a media conflictele dintre familii.
Comisia era formată din șapte șefi: liderii celor cinci familii din New York: Charlie „Lucky” Luciano, Vincent Mangano, Tommy Gagliano, Joseph Bonanno și Joe Profaci; pe lângă ei mai erau șeful Chicago Outfit Al Capone și șeful familiei Buffalo, Stefano Magaddino. Charlie Luciano a fost numit președinte al Comisiei. Comisia a fost de acord să organizeze reuniuni la fiecare cinci ani sau când erau necesare discuții legate de problemele dintre familii.

## Șefii originali și actuali
În 1963, Joseph Valachi a dezvăluit existența celor cinci familii din New York în timpul audierilor. Conform acestuia, șefii originali ai celor cinci familii erau Charles Luciano, Tommaso Gagliano, Joseph Profaci, Salvatore Maranzano și Vincent Mangano. La momentul mărturiei sale din 1963, Valachi a dezvăluit că actualii șefi ai celor cinci familii erau Tommy Lucchese, Vito Genovese, Joseph Colombo, Carlo Gambino și Joe Bonanno. În ciuda deselor schimbări pe parcursul anilor, aceste nume sunt deseori utilizate pentru a denota cele Cinci Familii din New York.
| Numele original | Înființat de        | Numele actual | Denumită după  | Șeful actual               | Acting boss                 |
| --------------- | ------------------- | ------------- | -------------- | -------------------------- | --------------------------- |
| Maranzano       | Salvatore Maranzano | Bonanno       | Joe Bonanno    | Michael "the Nose" Mancuso |                             |
| Profaci         | Joe Profaci         | Colombo       | Joseph Colombo | Necunoscut                 | Alphonse Persico Front boss |
| Mangano         | Vincent Mangano     | Gambino       | Carlo Gambino  | Domenico Cefalù            | Lorenzo Mannino Front boss  |
| Luciano         | Lucky Luciano       | Genovese      | Vito Genovese  | Liborio Salvatore Bellomo  |                             |
| Gagliano        | Tommy Gagliano      | Lucchese      | Tommy Lucchese | Victor Amuso               | Michael "Big Mike" DeSantis |

## Teritorii
Istoric vorbind, familiile și-au desfășurat activitățile în întreaga zonă metropolitană a New Yorkului⁠(d), dar cu precădere în New York City În statul New York, găștile și-au extins activitățile criminale pe Long Island (Nassau și Suffolk) și comitatele Westchester, Rockland și Albany. De asemenea, ei mențin o prezență puternică în statul New Jersey. Cele cinci familii sunt active și în Florida de Sud⁠(d), Connecticut, valea Las Vegas⁠(d) și Massachusetts.
- Familia Bonanno își desfășoară activitatea în principal în Brooklyn, Queens, Staten Island și Long Island. Familia își menține influența și în Manhattan, Bronx, comitatul Westchester, New Jersey, California și Florida și are legături cu familia Rizzuto⁠(d) din Quebec.
  - Echipa Bath Avenue opera în secțiunea Bensonhurst⁠(d)din Brooklyn, New York.
- Familia Colombo își desfășoară activitatea cu precădere în Brooklyn, Queens și Long Island. Familia își menține influența și în Staten Island, Manhattan, Bronx, New Jersey și Florida.
- Familia Gambino operează în principal în Brooklyn, Queens, Manhattan, Staten Island și Long Island. Familia își menține influența și în Bronx, New Jersey, comitatul Westchester, Connecticut, Grand Rapids, Michigan, Florida și Los Angeles.
  - Ozone Park Boys operează în Queens și Long Island.
- Familia Genovese operează în principal în Manhattan, Bronx, Brooklyn și New Jersey. Familia își menține influența și în Queens, Staten Island, Long Island, comitatul Westchester, comitatul Rockland, Connecticut, Massachusetts și Florida.
  - 116th Street Crew funcționează în Upper Manhattan⁠(d) și Bronx.
  - Greenwich Village Crew operează în Greenwich Village, Lower Manhattan⁠(d).
  - Facțiunea familiei Genovese în New Jersey funcționează în tot statul New Jersey.[24]
- Familia Lucchese operează în principal în Bronx, Manhattan, Brooklyn și New Jersey. Familia își menține influența și în Queens, Long Island, Staten Island, comitatul Westchester și Florida.
  - Cutaia Crew operează în Brooklyn, Queens și Long Island.
  - Facțiunea familiei Lucchese înNew Jersey funcționează în statul New Jersey.
  - Tanglewood Boys⁠(d) erau o „gașcă de recrutare” care opera în comitatul Westchester, Bronx și Manhattan.

## Șefii mafiei după familie

### Familia Maranzano/Bonanno
- 1909–1912 - Sebastiano DiGaetano
- 1912–1930 - Nicolo Schirò - a părăsit funcția
- 1930–1931 - Salvatore Maranzano - asasinat la 10 septembrie 1931[25]
- 1931–1968 - Joseph „Joe Bananas” Bonanno - a dispărut la 21 octombrie 1964; înlocuit cu forța de către Comisie;[26] familia s-a împărțit în două facțiuni; Bonanno reapare după doi ani în mai 1966 și se retrage oficial după un infarct în 1968.
  - Disputat 1964–1966 - Gaspar „Gasparino" DiGregorio⁠(d) - instalat când Bonanno a dispărut și ulterior înlocuit forțat de Comisie[26]
  - Interimar 1966–1968 - Paul Sciacca⁠(d)[27] - pentru facțiunea DiGregorio
- 1968–1971 - Paul Sciacca - condamnat la închisoare
- 1971–1973 - Natale „Joe Diamonds” Evola⁠(d)[27] - a murit la 28 august 1973[28]
- 1973-1991 - Phillip „Rusty” Rastelli[27] - închis 1975-1984 și 1986-1991[29]
  - Interimar (neoficială)[30] 1974–1979 - Carmine „Țigara” Galante[27] - asasinat la 12 iulie 1979[29]
  - Interimar 1979–1983 - Salvatore „Sally Fruits” Farrugia - numit de Comisie[31]
  - Interimar 1987–1991 - Anthony „Bătrânul” Spero⁠(d)[27] - condamnat la închisoare pe viață în 2002, decedat în 2008
- 1991–2004 - Joseph „Big Joey” Massino - închis în ianuarie 2003, a devenit informator în octombrie 2004
  - Interimar 1991–1993 - Anthony „Bătrânul” Spero
  - Interimar 2003–2004 - Anthony „Tony Green” Urso - închis în ianuarie 2004
- 2004–2011 - Vincent „Vinny Gorgeous” Basciano⁠(d) - închis în noiembrie 2004, în iulie 2007 a primit o condamnare pe viață
  - Interimar 2004–2006 - Michael „Nasul” Mancuso⁠(d) - închis în februarie 2006
  - Interimar 2006–2009 - Salvatore „Sal the Iron Ironer” Montagna⁠(d) - deportat în Canada în aprilie 2009,[32] ucis în noiembrie 2011
  - Interimar 2010–2012 - Vincent „Vinny TV” Badalamenti - închis în ianuarie 2012[33]
- 2013 – prezent - Michael „Nasul” Mancuso[34] - eliberat din închisoare în 12 martie 2019
  - Interimar 2013–2014 - Thomas „Tommy D” DiFiore[35] - arestat pe 23 ianuarie 2014
  - Interimar 2014–2015 - John „Johnny Skyway” Palazzolo - arestat pe 27 martie 2015 pentru încălcarea condițiilor de liberare condiționată[36]
  - Interimar 2015–2019 - Joseph „Joe C” Cammarano Jr.[37] - acuzat de acuzații de șantaj pe 12 ianuarie 2018, achitat pe 13 martie 2019[38][39][40][41]

### Familia Profaci/Colombo
- 1928–1962 - Joseph Profaci[42] - mort din cauze naturale
- 1962–1963 - Joseph Magliocco⁠(d)[42] - obligat să se retragă de către Comisie
- 1963–1973 - Joseph Colombo[42] - paralizat de tentativă de asasinat
  - Interimar 1971–1972 - Joseph Yacovelli[42][43] - a fugit după asasinarea lui Joe Gallo
  - Interimar 1972–1973 - Vincenzo „Vincent” Aloi⁠(d)[44] - închis
  - Interimar 1973 - Joseph „Joey” Brancato[42][44] - închis[43]
- 1973–2019 - Carmine „Junior” Persico⁠(d)[42] - închis 1973–1979,[45] 1981–1984,[46] 1985–2019,[47] a murit pe 7 martie 2019[48]
  - Interimar 1973–1979 - Thomas DiBella[44] - a demisionat și a devenit consigliere
  - Interimar 1981–1983 - Alphonse „Allie Boy” Persico - fratele lui Carmine Persico; fugar 1980–1987, închis[49][50]
  - Interimar 1983–1984 - Gennaro „Jerry Lang” Langella - închis[47]
  - Interimar 1985–1987 - Anthony „Scappy” Scarpati[51] - închis
  - Interimar 1987–1991 - Vittorio „Vic” Orena[52] - închisoare pe viață[53]
  - Interimar 1991–1993 =- Vacant - conducerea disputată în timpul celui de-al treilea război
  - Interimar 1994–1996 - Andrew „Andy Mush” Russo[54][55][56] - închis în martie 1997[56]
  - Interimar 1996–2019 - Alphonse „Little Allie Boy” Persico[54] - fiul lui Carmine Persico; condamnat la închisoare pe viață 2009[57][58][59]
- 2019 – prezent - Necunoscut

### Familia Mangano/Gambino
- Anii 1900 – 1910 - Ignazio „Lupul” Lupo⁠(d) - închis în 1910.[60]
- 1910–1928 - Salvatore „Toto” D'Aquila⁠(d) - a preluat Brooklyn Camorra în 1916 și a fuzionat cu gașca lui Al Mineo dând naștere celei mai mari familii din New York. A fost ucis la ordinul șefului Joe Masseria în 1928.[64]
- 1928–1930 - Manfredi „Alfred” Mineo - ucis în războiul Castellammarese în 1930.
- 1930–1931 - Frank Scalice - retrogradat după uciderea lui Salvatore Maranzano.
- 1931–1951 - Vincent Mangano - a dispărut în aprilie 1951, se presupune că a fost ucis la ordinul subșefului Albert Anastasia.
- 1951–1957 - Albert Anastasia - ucis în octombrie 1957 la ordinele lui Carlo Gambino.
- 1957–1976 - Carlo Gambino - a murit din cauze naturale în 1976.
  - Interimar 1964–1976 - Paul Castellano - șef interimar pentru Gambino, a devenit șef oficial după moartea sa.
- 1976–1985 - Paul Castellano - ucis în decembrie 1985 la ordinul capului John Gotti.
- 1985–2002 - John Gotti - închis în 1990, a murit în 2002.
  - Interimar 1993–1999 - John A. Gotti⁠(d) - închis în 1999, ulterior retras.
  - Interimar 1999–2002 - Peter Gotti⁠(d) - promovat în funcția de șef.
- 2002–2011 - Peter Gotti - închis în 2002, a murit în 2021.
  - Interimar 2002–2005 - Arnold Squitieri⁠(d)[65]
  - Interimar 2005–2008 - John D'Amico⁠(d)[66]
- 2011 – prezent - Domenico „Italian Dom” Cefalù⁠(d)
  - interimar 2015–2019 - Frank Cali - ucis în martie 2019.[67]
  - Front boss 2019 – prezent - Lorenzo Mannino[68]

### Familia Luciano/Genovese
- Anii 1890– 1909 - Giuseppe „The Clutch Hand” Morello⁠(d) - închis
- 1910–1916 - Nicholas „Nick Morello” Terranova⁠(d) - asasinat la 7 septembrie 1916
- 1916–1920 - Vincenzo „Vincent” Terranova⁠(d) - a renunțat la oportunitatea de a deveni subșef
- 1920–1922 - Giuseppe Morello - a renunțat și a devenit subșef pentru Masseria
- 1922–1931 - Giuseppe „Joe the Boss” Masseria - asasinat la 15 aprilie 1931
- 1931–1946 - Charles „Lucky” Luciano - închis în 1936, deportat în Italia în 1946
  - Interimar 1936–1937 - Vito Genovese - a fugit în Italia în 1937 pentru a evita acuzația de crimă
  - Interimar 1937–1946 - Frank „Prim-ministrul” Costello - a devenit șef după deportarea lui Luciano
- 1946–1957 - Frank „Prim-ministrul” Costello - a demisionat în 1957 după încercarea de asasinare pusă la cale de Genovese-Gigante[69][70]
- 1957–1969 - Vito „Don Vito” Genovese - închis în 1959, a murit în închisoare în 1969
  - Interimar 1959–1962 - Anthony „Tony Bender” Strollo⁠(d) - a dispărut în 1962
  - Interimar 1962–1965 - Thomas „Tommy Ryan” Eboli⁠(d) - a devenit șef
  - Interimar 1965–1969 - Philip „Benny Squint” Lombardo⁠(d) - a devenit șef
- 1969–1981 - Philip „Benny Squint” Lombardo - pensionat în 1981, a murit din cauze naturale în 1987
- 1981–2005 - Vincent „Chin” Gigante - închis în 1997, a murit în închisoare pe 19 decembrie 2005[71]
  - Interimar 1989–1996 - Liborio „Barney” Bellomo⁠(d) - promovat la șef de stradă
  - Interimar 1997–1998 - Dominick „Quiet Dom” Cirillo⁠(d) - a suferit un atac de cord și s-a retras
  - Acting 1998-2005 - Matthew „Calul Matty” Ianniello - s-a retras atunci când a fost trimis în judecată în iulie 2005
  - Interimar 2005–2008 - Daniel Leo⁠(d)[72] - închis 2008–2013
- 2010 – prezent - Liborio „Barney” Bellomo

### Familia Gagliano/Lucchese
- 1922–1930: Gaetano „Tommy” Reina:[73] ucis la 26 februarie 1930
- 1930: Bonaventura „Joseph” Pinzolo:[73] ucis la 5 septembrie 1930
- 1930–1951: Tommaso „Tommy” Gagliano:[73] retras în 1951, a murit pe 16 februarie 1953
- 1951–1967: Gaetano „Tommy Brown” Lucchese:[73] murit la 13 iulie 1967[74][75][76]
  - Interimar 1966–1967: Carmine Tramunti⁠(d): a demisionat
  - Interimar 1967: Ettore „Eddie” Coco:[73] a demisionat
- 1967–1973: Carmine „Mr. Gribbs” Tramunti:[73] închis în octombrie 1973
- 1973–1986: Anthony „Tony Ducks” Corallo⁠(d):[73] acuzat la 15 februarie 1985, condamnat la 19 noiembrie 1986 în Procesul Comisiei Mafiei⁠(d) și condamnat la 13 ianuarie 1987 la 100 de ani de închisoare.
- 1986 – prezent: Vittorio „Vic” Amuso⁠(d):[73][77] arestat în 1991, a primit o condamnare pe viață în ianuarie 1993[78]
  - Interimar' 1990–1991: Alphonse „Micul Al” D'Arco⁠(d):[73] retrogradat, a devenit membru al unui grup de conducere[79]
  - Interimar 1995-1998: Joseph „Micul Joe” DeFede:[80] închis în 1998
  - Interimar 1998–2000: Steven „Wonderboy” Crea:[73] închis la 6 septembrie 2000[81]
  - Interimar 2000–2003: Louis „Louie Bagels” Daidone:[73] închis în martie 2003, a primit închisoare pe viață în ianuarie 2004
  - Interimar 2009–2017: Matthew „Matt” Madonna: acuzat 2007 și 2009; închis 2015 - prezent; inculpat 2017[82][83][84][85]
  - Interimar 2017 – prezent: Michael „Big Mike” DeSantis[85]